# Elsbeth Zander
Elsbeth Zander (* 17. April 1888 in Halberstadt; † 1963 in Nürnberg) war eine deutsche Nationalsozialistin, Gründerin des Deutschen Frauenordens und Leiterin der NS-Frauenschaft.

## Leben
Zander lebte nach dem Ersten Weltkrieg in Berlin. Sie arbeitete dort in verschiedenen völkischen Frauenorganisationen mit. Außerdem war sie Mitglied des Deutschvölkischen Schutz- und Trutzbundes und des Bismarck-Bundes. Zander gründete im September 1923 den Deutschen Frauenorden (DFO), der 1928 als Gliederung der NSDAP anerkannt wurde. Sie selbst trat der Partei am 1. April 1926 bei (Mitgliedsnummer 33.511). Im Jahr 1931 wurde der DFO aufgelöst und die NS-Frauenschaft (NSF) gegründet, deren Leitung Zander übernahm. Ihre Amtszeit war geprägt durch zahlreiche interne Streitigkeiten und Kompetenzkonflikte mit Parteifunktionären wie z. B. dem damaligen Berliner Gauleiter Joseph Goebbels und dem Reichsjugendführer Baldur von Schirach. Nach dem Ausscheiden des Reichsorganisationsleiters Gregor Strasser 1932 verschärften sich die innerparteilichen Auseinandersetzungen, insbesondere mit dessen Nachfolger Robert Ley, der Zander im April 1933 schließlich als Leiterin der NSF entließ und durch Lydia Gottschewski ersetzte.
Nach ihrem Ausscheiden aus der NSF arbeitete sie bis zu ihrer Pensionierung 1941 in der Gauleitung Kurmark der NSDAP. Nach dem Zweiten Weltkrieg lebte Zander zunächst in Erkner bei Berlin und siedelte im Juli 1960 in die Bundesrepublik Deutschland über, wo sie drei Jahre später in Nürnberg starb.

## Rezeption
1933 wurde die Annastraße in Northeim (Provinz Hannover) zu ihren Ehren in Elsbeth-Zander-Straße umbenannt. Zander hielt als Mitglied der NSDAP regelmäßig Vortragsveranstaltungen im Reich ab, so etwa am 3. März 1933 in Northeim. Nach dem Zweiten Weltkrieg wurde die Straßenbenennung dort rückgängig gemacht.